# Subdivisions de l'Angola
L'Angola est divisé en vingt-et-une provinces, elles-mêmes subdivisées en municipalités.

## Historique
Le 14 août 2024, l'Assemblée nationale approuve une loi créant trois nouvelles provinces :
- La province de Cuando Cubango est divisée en deux ;
- La province d’Ícolo e Bengo a été séparée de la province de Luanda
- La province de Moxico-Leste est séparée de la province de Moxico.

Cette loi est entrée en vigueur dès sa publication au Journal officiel de l'Angola le 5 septembre 2024 et entre en vigueur en 2025.

## Liste des provinces

Carte des subdivisions numérotées de l'Angola

| 1. Cabinda 2. Zaire 3. Uíge 4. Luanda 5. Bengo 6. Ícolo e Bengo 7. Cuanza-Nord 8. Malanje 9. Lunda-Nord 10. Lunda-Sud 11. Cuanza-Sud 12. Benguela 13. Huambo 14. Bié 15. Moxico 16. Moxico-Est 17. Namibe 18. Huila 19. Cunene 20. Cubango 21. Cuando |

## Liste des municipalités par provinces
| - Province de Benguela - Balombo - Benguela - Baia Farta - Bocoio - Catumbela - Chongoroi - Cubal - Ganda - Lobito - Province de Bié - Andulo - Catabola - Chinguar - Chitembo - Cuemba - Cunhinga - Camacupa - Kuito - Nharea - Province de Bengo - Ambriz - Dande - Icolo et Bengo - Muxima - Nambuangongo - Province de Cabinda - Belize - Buco-Zau - Cabinda - Cacongo - Miconje - Province de Cuando-Cubango - Calai - Cuito Cuanavale - Cuchi - Cuangar - Dirico - Longa - Mavinga - Menongue - Rivungo - Province de Cuanza-Nord - Ambaca - Bula Atumba - Banga - Bolongongo - Cambambe - Cazengo - Dembos - Golungo Alto - Gonguembo - Lucala - Pango Aluguem - Quiculungo - Samba Caju - Province de Cuanza-Sud - Amboim - Cassongue - Conda - Ebo - Libolo - Mussende - Porto Amboim - Quibala - Quilenda - Seles (Angola) - Sumbe - Waku-Kungo - Province de Cunene - Cahama - Cuanhama - Curoca - Cuvelai - Namacunde - Ombadja - Province de Huila - Chibia - Caconda - Chiange - Chicomba - Chipindo - Caluquembe - Humpata - Jamba - Kuvango - Lubango - Matala - Quilengues - Quipungo | - Province de Huambo - Bailundo - Caála - Catchiungo - Ekunha - Huambo - Londuimbale - Longonjo - Mungo - Tchindjenje - Tchicala-Tcholoanga - Ucuma - Province de Lunda-Nord - Cambulo - Chitato - Cuilo - Camulemba - Cuango - Capenda - Cuangula - Lubalo - Tchitato - Xa Muteba - Province de Lunda-Sud - Cacolo - Dala - Muconda - Saurimo - Province de Luanda - Belas - Cacuaco - Cazenga - Ícolo e Bengo - Luanda - Quissama - Quilamba Quiaxi - Talatona - Viana - Province de Malanje - Cambundi-Catembo - Cunda-dia-baza - Cangandala - Calandula - Cuaba Nzogo - Caombo - Caruzo - Luquembo - Malange - Marimba - Massango - Mucari - Quela - Quirima - Province de Moxico - Alto Zambeze - Bundas - Cameia - Camanongue - Leua - Lucano - Luau - Luchazes - Moxico - Province de Namibe - Bibala - Camacuio - Namibe - Tombwa - Virei - Province de Uíge - Alto Cauale - Ambuila - Bembe - Buengas - Damba - Macocola - Mucaba - Negage - Puri - Quimbele - Quitexe - Songo - Sanza Pombo - Uíge - Zombo - Province de Zaire - Cuimba - M'Banza Congo - Noqui - N'Zeto - Soyo - Tomboco |